# Dagskrá - Reykjavík
Dagskrá foi o primeiro jornal publicado na Islândia. Sua primeira edição foi veiculada em 1896, na  capital Reykjavík permanecendo no mercado até 1899. Seu fundador foi o advogado e poeta Einar Benediktsson.